# Convento Maronita
Il Convento maronita, noto anche come Chiesa maronita o Monastero maronita, è un convento cattolico maronita situato al 24 di Maronite Convent Street vicino alla Porta di Giaffa nel quartiere armeno della Città Vecchia di Gerusalemme. Eretto nel 1895 come unico luogo di culto maronita nella Città Vecchia, funge da cattedra dell'Esarcato patriarcale di Gerusalemme e Palestina e da residenza ufficiale dell'arcivescovo.
Il complesso, che nel XIX secolo serviva da ospedale delle diaconesse per i pellegrini protestanti tedeschi, comprende una cappella e una guesthouse gestita dalle monache della Congregazione di Santa Teresa di Gesù Bambino. Ospita inoltre un'organizzazione chiamata Peregrinatio Jubilaum Gerusalemme (PJJ), istituita nel 1999 e incaricata di organizzare tour della città.

## Galleria d'immagini

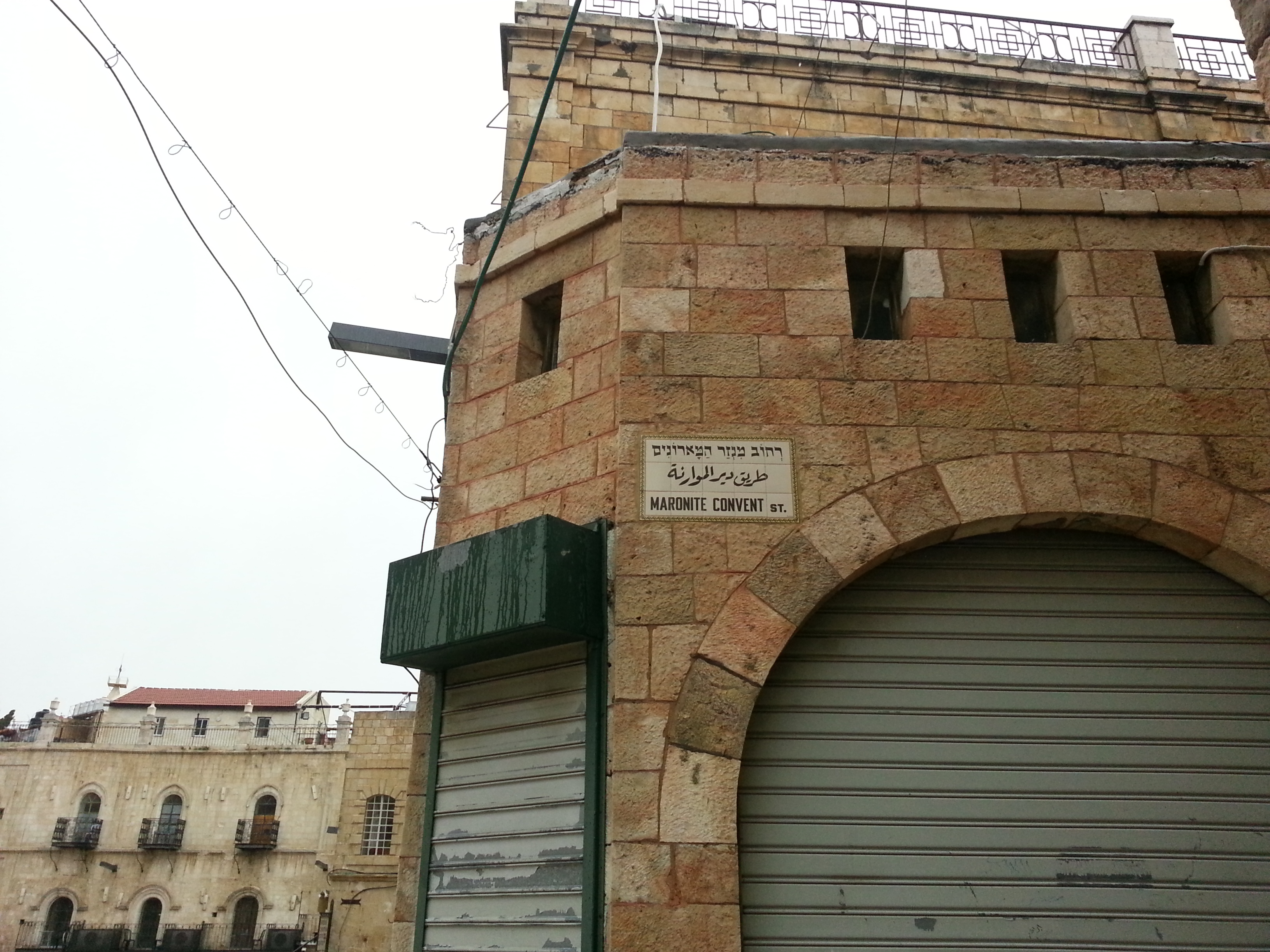
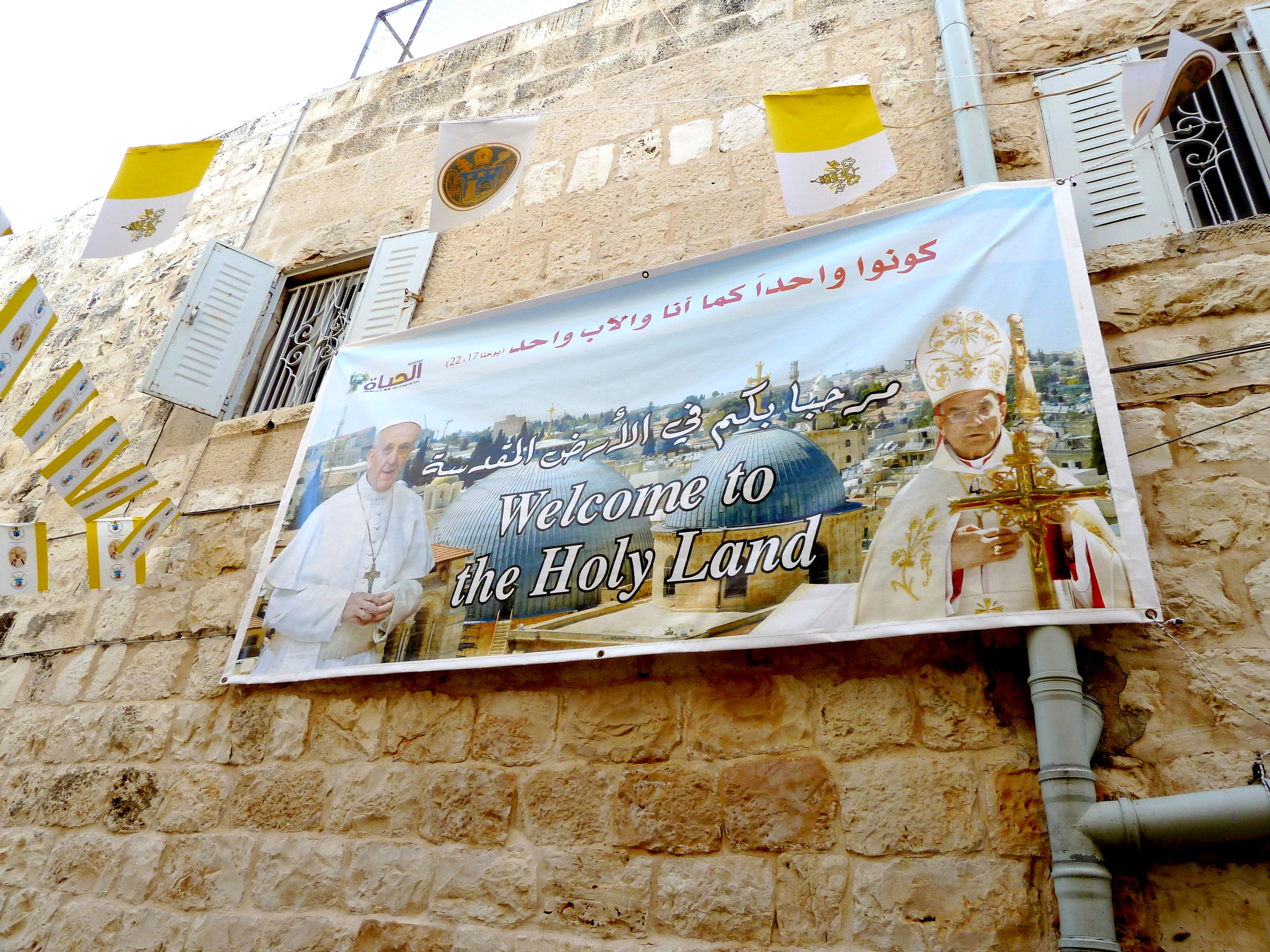